# Katharina Bange
Katharina Bange (2 aprile 1953) è un'ex cestista tedesca.

## Carriera
Con la Germania Ovest ha disputato i Campionati europei del 1974.